# Centris adunca
Centris adunca là một loài Hymenoptera trong họ Apidae. Loài này được Moure mô tả khoa học lần đầu tiên vào năm 2003.